# シャドーピープル

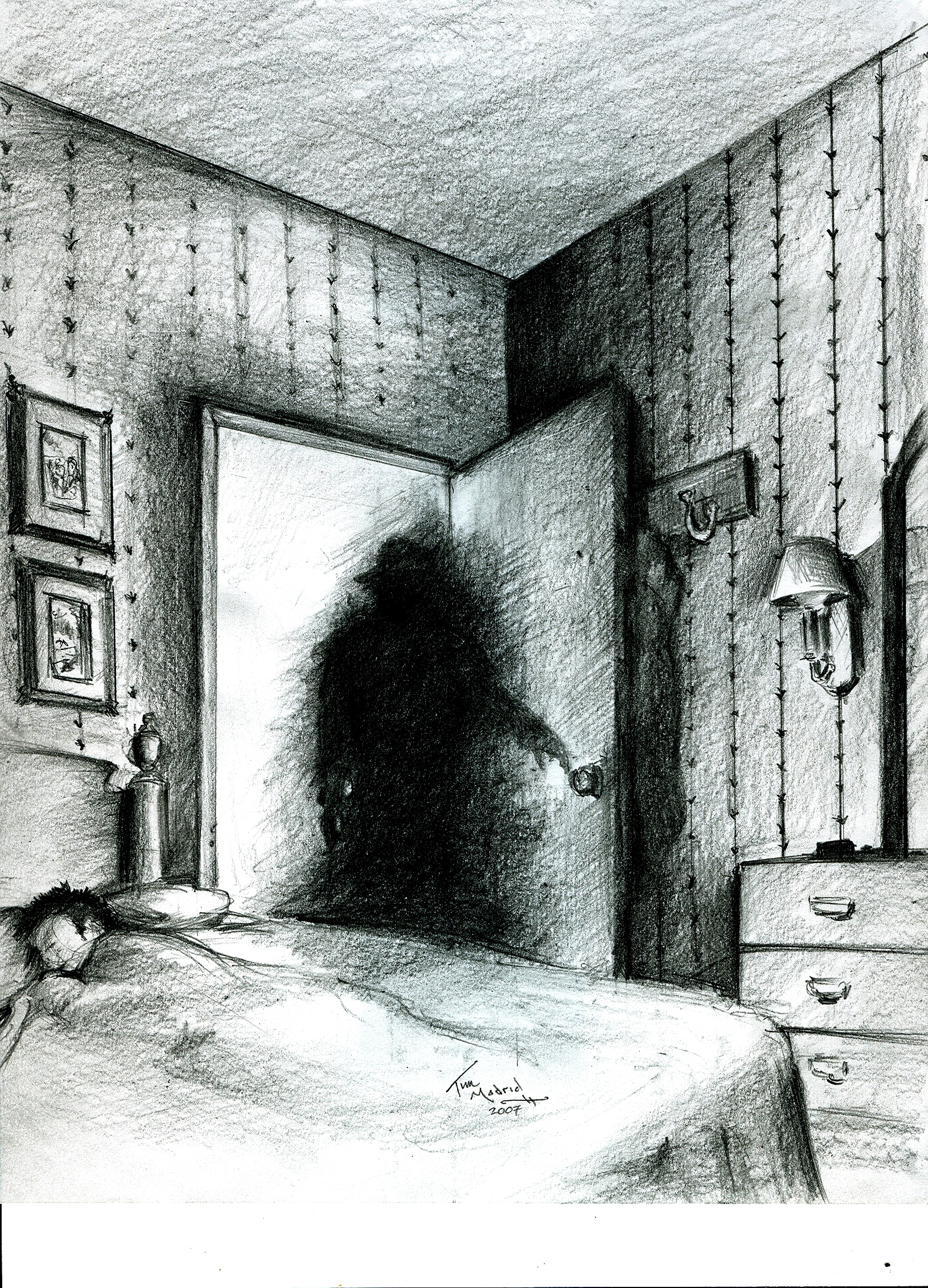
シャドーピープルのイメージ

シャドーピープル（Shadow People）は、2006年からアメリカなど世界各地で目撃されている怪奇現象である。別名、シャドーマン（Shadowman）、シャドーパーソン（Shadow person）。

## 概要
その名の通り、人間の影のような真っ黒な人型のものが現れる謎の現象。人間のように動くこともあり、それを見た人間は体調不良になったり、出現時には爆発音がしたり、地震のように家具が大きく揺れることもあると言われている。また出現する前にはポルターガイスト現象や焦げ臭いにおいなどの前兆があるともいう。目撃談によれば、動きがとても素早いことと、複数ではなく単独で出現することが特徴だという。現れてもすぐ消えるため、初めは幻覚や錯覚ともいわれていたが、次第に目撃情報が増え、カメラやビデオでも撮影されたため、実在すると言われるようになった。

## 目撃談
オレゴン州モンマスでは、ある男がここのアパートに引っ越して以来、室内のあちこちに奇怪な影が現れている。出現時には前兆として、焦げ臭いにおいと静電気のような軽い痛みがあるという。2008年12月に出現した時は、爆発のような音と、ベッドが揺れたり周囲が青白く光る前兆の後、においと痛みの前兆があり、帽子とコートを身に着けたような姿の影が部屋を走り去ったという。
ワシントン州ポートランドのある家でも、数年前から室内のあちこちに奇妙な影が現れるようになっている。ここでも焦げくさい臭いと静電気のような痛みの前兆の後で、瞬間的に目の前を影が猛スピードで通り過ぎる。この影は後に言葉を話すようにもなり、家の主人に「近い将来に災いが起こる、時期が来たら告げる」と言って消え去るという。
男性がビルの廊下を歩いていると、急に現れた黒いもやにぶつかって倒れ、その黒いもやが人型になって、男の足をつかんで引きずったという話もあり、この模様は防犯カメラに記録されている。
2007年7月10日の朝には、カリフォルニア州フレズノの公園を散歩していた人物が、人のいないはずの場所に人の形の影だけが現れている現象を目撃し、自宅に帰った後に原因不明の高熱におそわれ、数日間も寝込んでしまった。この現場近くの森では後日、別の人物によって黒い人影が携帯電話のカメラで撮影されている。
2008年9月には、メイン州オックスフォードの男性が、自宅のガレージで何度か目の前をよぎる奇怪な人影を目撃しており、モンマスのときと同じように、帽子とコートを身につけた影だったという。
日本でも、東京都の浅草寺の参道で人型の影が歩く様子が目撃されたことがあり、写真にも撮影されている。

## 写真・動画で記録される影
人が自分の目で目撃するだけでなく、後から写真で判明する場合もある。2006年9月3日、ネバダ州パーランプの教会で撮影された写真にシャドーピープルが写っていたが、撮影したときには周囲の人々は誰も気づかなかったという。
2008年9月26日には、カリフォルニア州サンタクルーズのアパートで男性がビデオカメラを録画したり再生したり楽しんでいたところ、突然室内に影が現れてすぐに消えてしまい、ビデオを再生すると、一瞬だけ影のようなものが映っていたという。それはフードつきのマントを着た小柄の女性のようで、影が消えた後には焦げ臭いにおいが残っていたという。
ピンポンダッシュをしたり、パーティー会場を大股で歩く姿も記録されている。

## 正体についての仮説
三次元以外の住人（幽霊など）の姿が何らかの理由でこの世に投影されたという説が有力であり、目撃者自身の影が幽体離脱したもの、影のような物質からできているエネルギー生命体、特殊な幽霊という説もある。
心霊現象のようにも見られるが、殴ったり体当たりしたりと物理攻撃をもするので、霊よりも未確認動物(UMA)としてあつかうべきとも指摘されている。
写真・動画で記録される影の一部は、「実際にいる人の影が映り込んだだけ」「黒っぽい服を着た人が不鮮明に映っただけ」という指摘もある。